# Averton
Averton é uma comuna francesa na região administrativa da Pays de la Loire, no departamento de Mayenne. Estende-se por uma área de 40,62 km². Em 2010 a comuna tinha 591 habitantes (densidade: 14,5 hab./km²).